# Associazione Sportiva Roma 2002-2003
Questa voce raccoglie le informazioni riguardanti l'Associazione Sportiva Roma nelle competizioni ufficiali della stagione 2002-2003.

## Stagione
A minare la serenità di un ambiente confortato dai risultati del recente biennio — con uno Scudetto e un secondo posto valsi la passerella in Champions League — soggiunsero polemiche interne tra Fabio Capello e Franco Sensi, aventi per oggetto il mercato: ripiegando su Bombardini dopo un vano inseguimento a Davids, lo stesso allenatore si dichiarò scarsamente fiducioso sulle prospettive stagionali.
Tentando di riscattare in autunno una sofferta partenza, i capitolini coltivarono per breve tempo una rincorsa al tricolore e all'Europa: un pareggio archiviò il combattuto derby del 27 ottobre 2002, cui faceva seguito l'affermazione al Bernabeu con Totti match winner. Garantendosi il passaggio al secondo turno per mezzo di un pari con l'AEK Atene, la squadra giallorossa trovò ad attenderla le pericolose Arsenal e Valencia.
Il mercato invernale segnalò la cessione di Batistuta all'Inter, con l'argentino divenuto ormai un «peso» in spogliatoio; turbolenta anche la situazione in campo, dove numerose sconfitte ponevano a rischio la zona Uefa e il proseguimento del cammino in coppa. Fallimentare appariva infatti il bilancio tratto alla pausa internazionale di marzo, cui i romani giunsero dopo l'eliminazione dalla Champions e un anonimo centro-classifica in campionato: tra i singoli risultati da menzionare un 3-3 coi succitati nerazzurri, preludio al sofferto ottavo posto con cui si chiudeva il torneo.
Unico bagliore in coda a un'annata per molti versi amara la qualificazione alla Coppa UEFA, dettata da una finale persa in Coppa Italia contro il Milan e macchiata dalle "corna" che Cassano rivolgeva all'arbitro Rosetti nel retour match.

## Divise e sponsor

Cassano (in primo piano) in azione nel precampionato con la seconda divisa all white della stagione

Lo sponsor tecnico è Kappa, lo sponsor ufficiale è Mazda. La prima divisa è costituita da maglia rossa con colletto giallo, pantaloncini bianchi e calzettoni neri. In trasferta i Lupi usano una costituita da maglia bianca, pantaloncini bianchi, calzettoni bianchi. Come terza divisa viene usato un kit completamente nero, mentre come quarta la maglia è gialla con dettagli neri, pantaloncini e calzettoni sono neri. In UEFA Champions League i giallorossi usano nelle partite casalinghe un kit costituito da maglia rossa con maniche gialle, pantaloncini e calzettoni sono neri, in trasferta viene usata una maglia bianca con maniche argentate. I portieri usano la third e la fourth.
| Casa | Trasferta | Terza divisa | Quarta divisa | 1ª Europa | 2ª Europa | 1ª portiere | 2ª portiere |

## Rosa
Di seguito la rosa.
| N. |                           | Ruolo | Calciatore                 |
| -- | ------------------------- | ----- | -------------------------- |
| 1  | Italia (bandiera)         | P     | Francesco Antonioli        |
| 2  | Brasile (bandiera)        | D     | Cafu                       |
| 4  | Italia (bandiera)         | D     | Luigi Sartor               |
| 5  | Francia (bandiera)        | D     | Jonathan Zebina            |
| 6  | Brasile (bandiera)        | D     | Aldair                     |
| 7  | Italia (bandiera)         | C     | Diego Fuser                |
| 8  | Brasile (bandiera)        | C     | Francisco Govinho Lima     |
| 9  | Italia (bandiera)         | A     | Vincenzo Montella          |
| 10 | Italia (bandiera)         | A     | Francesco Totti (capitano) |
| 11 | Brasile (bandiera)        | C     | Emerson                    |
| 12 | Italia (bandiera)         | P     | Carlo Zotti                |
| 13 | Argentina (bandiera)      | D     | Leandro Damián Cufré       |
| 15 | Francia (bandiera)        | C     | Olivier Dacourt            |
| 16 | Costa d'Avorio (bandiera) | D     | Saliou Lassissi            |
| 17 | Italia (bandiera)         | C     | Damiano Tommasi            |

| N. |                      | Ruolo | Calciatore         |
| -- | -------------------- | ----- | ------------------ |
| 18 | Italia (bandiera)    | A     | Antonio Cassano    |
| 19 | Argentina (bandiera) | D     | Walter Samuel      |
| 20 | Italia (bandiera)    | C     | Davide Bombardini  |
| 21 | Italia (bandiera)    | C     | Alberto Aquilani   |
| 22 | Italia (bandiera)    | P     | Ivan Pelizzoli     |
| 23 | Italia (bandiera)    | D     | Christian Panucci  |
| 24 | Italia (bandiera)    | A     | Marco Delvecchio   |
| 25 | Uruguay (bandiera)   | C     | Gianni Guigou      |
| 26 | Italia (bandiera)    | D     | Damiano Ferronetti |
| 27 | Italia (bandiera)    | C     | Daniele De Rossi   |
| 28 | Spagna (bandiera)    | C     | Josep Guardiola    |
| 30 | Italia (bandiera)    | A     | Massimo Marazzina  |
| 31 | Grecia (bandiera)    | D     | Traïanos Dellas    |
| 32 | Francia (bandiera)   | D     | Vincent Candela    |
| 33 | Argentina (bandiera) | A     | Gabriel Batistuta  |

## Calciomercato
Di seguito il calciomercato.

### Sessione estiva(dal 1/7 al 31/8)
| Acquisti | Acquisti          | Acquisti | Acquisti      |
| R.       | Nome              | da       | Modalità      |
| -------- | ----------------- | -------- | ------------- |
| D        | Luigi Sartor      | Parma    | -             |
| D        | Traïanos Dellas   | Perugia  | svincolato    |
| C        | Josep Guardiola   | Brescia  | svincolato    |
| C        | Davide Bombardini | Palermo  | -             |
| A        | Simone Pepe       | Lecco    | fine prestito |
| A        | Gustavo Vassallo  | Palermo  | fine prestito |

| Cessioni | Cessioni            | Cessioni       | Cessioni   |
| R.       | Nome                | a              | Modalità   |
| -------- | ------------------- | -------------- | ---------- |
| A        | Gustavo Vassallo    | Alcalá         | -          |
| D        | Cesare Bovo         | Lecce          | -          |
| D        | Antônio Carlos Zago | Beşiktaş       | svincolato |
| C        | Marcos Assunção     | Betis Siviglia | -          |
| A        | Giordano Meloni     | Cesena         | -          |
| D        | Sebastiano Siviglia | Parma          | -          |
| A        | Abel Balbo          | Boca Juniors   | -          |
| A        | Simone Pepe         | Teramo         | prestito   |

### Sessione invernale(dal 3/1 al 31/1)
| Acquisti | Acquisti          | Acquisti  | Acquisti |
| R.       | Nome              | da        | Modalità |
| -------- | ----------------- | --------- | -------- |
| C        | Olivier Dacourt   | Leeds Utd | prestito |
| A        | Massimo Marazzina | Chievo    | -        |

| Cessioni | Cessioni          | Cessioni | Cessioni   |
| R.       | Nome              | a        | Modalità   |
| -------- | ----------------- | -------- | ---------- |
| C        | Josep Guardiola   | Brescia  | definitivo |
| A        | Gabriel Batistuta | Inter    | prestito   |

## Risultati

### Serie A

#### Girone di andata
| Arbitro: | Bolognino (Milano) |

|                          |           |            |
| Delvecchio 19’ Totti 46’ | Marcatori | 73’ Godeas |

| Arbitro: | Rosetti (Torino) |

|                 |           |                      |
| Cruz 59’, 90+1’ | Marcatori | 44’ (rig.) Batistuta |

| Arbitro: | Farina (Novi Ligure) |

|                 |           |                                 |
| Totti 5’ (rig.) | Marcatori | 45’ (rig.) Milanetto 78’ Sculli |

| Arbitro: | Dondarini (Finale Emilia) |

|                                |           |                            |
| Baggio 45+2’ (rig.) Schopp 84’ | Marcatori | 30’ (rig.), 41’, 81’ Totti |

| Arbitro: | Collina (Viareggio) |

|                                           |           |             |
| Montella 23’ Batistuta 76’ Totti 81’, 89’ | Marcatori | 59’ Sensini |

| Arbitro: | Bolognino (Milano) |

|               |           |                                       |
| Di Natale 77’ | Marcatori | 31’ Emerson 34’ Candela 90+3’ Tommasi |

| Arbitro: | Paparesta (Bari) |

|                         |           |                              |
| Fiore 51’ Stanković 75’ | Marcatori | 57’ Delvecchio 66’ Batistuta |

| Arbitro: | Trentalange (Torino) |

|                       |           |                                 |
| Panucci 67’ Totti 71’ | Marcatori | 39’ (rig.) Zé Maria 43’ Miccoli |

| Arbitro: | Collina (Viareggio) |

|             |           |             |
| Maresca 74’ | Marcatori | 27’ Cassano |

| Arbitro: | Racalbuto (Bari) |

|                            |           |                     |
| Montella 59’ Batistuta 73’ | Marcatori | 58’ Morfeo 89’ Okan |

| Arbitro: | Collina (Viareggio) |

|                                    |           |  |
| Bonazzoli 11’, 72’ Mutu 23’ (rig.) | Marcatori |  |

| Arbitro: | Bertini (Arezzo) |

|                       |           |                            |
| Totti 12’ Cassano 44’ | Marcatori | 45+2’ Del Piero 85’ Nedvěd |

| Arbitro: | Collina (Viareggio) |

|             |           |  |
| Inzaghi 73’ | Marcatori |  |

| Arbitro: | Messina (Bergamo) |

|                                  |           |  |
| Samuel 3’ Totti 24’ Montella 70’ | Marcatori |  |

| Arbitro: | Dondarini (Finale Emilia) |

|  |           |            |
|  | Marcatori | 46’ Samuel |

| Arbitro: | Messina (Bergamo) |

|  |           |             |
|  | Marcatori | 89’ Cossato |

| Arbitro: | Trentalange (Torino) |

|                         |           |          |
| Doni 41’ Tramezzani 87’ | Marcatori | 9’ Totti |

#### Girone di ritorno
| Arbitro: | Treossi (Forlì) |

|                         |           |  |
| Musić 82’ Carbone 90+1’ | Marcatori |  |

| Arbitro: | Tombolini (Ancona) |

|                                         |           |             |
| Montella 35’ Delvecchio 52’ Cassano 72’ | Marcatori | 42’ Signori |

| Arbitro: | Rosetti (Torino) |

|            |           |            |
| Kamara 42’ | Marcatori | 90’ Dellas |

| Roma 15 febbraio 2003, ore 20:30 CET 21ª giornata | Roma              | 0 – 0 referto | Brescia | Stadio Olimpico di Roma\| Arbitro: \| Trefoloni (Siena) \| |
| Arbitro:                                          | Trefoloni (Siena) |               |         |                                                            |

| Arbitro: | Pieri (Genova) |

|                          |           |              |
| Sensini 35’ Iaquinta 72’ | Marcatori | 54’ Montella |

| Arbitro: | Bolognino (Milano) |

|                             |           |               |
| Totti 31’ Montella 49’, 68’ | Marcatori | 11’ Di Natale |

| Arbitro: | Messina (Bergamo) |

|             |           |              |
| Cassano 89’ | Marcatori | 8’ Stanković |

| Arbitro: | Saccani (Mantova) |

|             |           |  |
| Miccoli 52’ | Marcatori |  |

| Arbitro: | Rosetti (Torino) |

|                                      |           |  |
| Cassano 11’ Delvecchio 30’ Totti 43’ | Marcatori |  |

| Arbitro: | Collina (Viareggio) |

|                               |           |                                               |
| Vieri 52’ Recoba 59’ Emre 77’ | Marcatori | 46’ Cassano 82’ (aut.) Di Biagio 84’ Montella |

| Arbitro: | Trefoloni (Siena) |

|                        |           |             |
| Totti 45+1’ Guigou 73’ | Marcatori | 40’ Adriano |

| Arbitro: | Pellegrino (Barcellona Pozzo di Gotto) |

|                           |           |              |
| Del Piero 30’ (rig.), 39’ | Marcatori | 44’ Montella |

| Arbitro: | Paparesta (Bari) |

|                         |           |              |
| Cassano 60’ Tommasi 76’ | Marcatori | 81’ Tomasson |

| Arbitro: | Cassarà (Palermo) |

|                              |           |                                           |
| Bonazzoli 16’ Nakamura 90+2’ | Marcatori | 61’ Tommasi 63’ Emerson 68’ (aut.) Vargas |

| Arbitro: | Pieri (Genova) |

|                               |           |            |
| Cassano 31’, 61’ De Rossi 54’ | Marcatori | 77’ Frezza |

| Verona 17 maggio 2003, ore 15:00 CEST 33ª giornata | Chievo           | 0 – 0 referto | Roma | Stadio Marcantonio Bentegodi\| Arbitro: \| Rosetti (Torino) \| |
| Arbitro:                                           | Rosetti (Torino) |               |      |                                                                |

| Arbitro: | Pellegrino (Barcellona Pozzo di Gotto) |

|              |           |                       |
| De Rossi 30’ | Marcatori | 27’ Doni 55’ Gautieri |

### Coppa Italia
| Arbitro: | Pellegrino (Barcellona Pozzo di Gotto) |

|             |           |               |
| Beretta 63’ | Marcatori | 87’ Batistuta |

| Arbitro: | Dattilo (Locri) |

|                                  |                      |                      |
| Maietta 33’ (aut.)               | Marcatori            | 72’ Fava             |
| De Rossi Montella Zebina Candela | Tiri di rigore 4 – 1 | Ferri Bega Gubellini |

| Arbitro: | Ayroldi (Molfetta) |

|               |           |                             |
| Zanchetta 70’ | Marcatori | 40’ Montella 66’ Delvecchio |

| Arbitro: | Tombolini (Ancona) |

|                                                           |           |                                         |
| Delvecchio 10’, 21’, 37’ Emerson 39’, 79’ Cafu 89’ (rig.) | Marcatori | 5’ Jeda 44’ (rig.) Schwoch 55’ Veronese |

| Arbitro: | Trefoloni (Siena) |

|           |           |                         |
| Fiore 76’ | Marcatori | 12’ Cassano 49’ Emerson |

| Arbitro: | Collina (Viareggio) |

|              |           |  |
| Montella 56’ | Marcatori |  |

| Arbitro: | Paparesta (Bari) |

|           |           |                                                     |
| Totti 28’ | Marcatori | 62’ (rig.), 72’ Serginho 70’ Ambrosini 89’ Ševčenko |

| Arbitro: | Rosetti (Torino) |

|                         |           |                |
| Rivaldo 65’ Inzaghi 90’ | Marcatori | 56’, 64’ Totti |

### UEFA Champions League

#### Prima fase a gironi
| Arbitro: | Merk |

|  |           |                        |
|  | Marcatori | 41’, 74’ Guti 56’ Raúl |

| Atene 25 settembre 2002, ore 20:45 CEST 2ª giornata | AEK Atene | 0 – 0 referto | Roma | Stadio Nikos Goumas\| Arbitro: \| Barber \| |
| Arbitro:                                            | Barber    |               |      |                                             |

| Arbitro: | Sars |

|  |           |             |
|  | Marcatori | 81’ Cassano |

| Roma 22 ottobre 2002, ore 20:45 CEST 4ª giornata | Roma  | 0 – 0 referto | Genk | Stadio Olimpico di Roma\| Arbitro: \| Siric \| |
| Arbitro:                                         | Siric |               |      |                                                |

| Arbitro: | Dallas |

|  |           |           |
|  | Marcatori | 27’ Totti |

| Arbitro: | Bré |

|                |           |             |
| Delvecchio 40’ | Marcatori | 90’ Centeno |

#### Seconda fase a gironi
| Arbitro: | Micheľ |

|            |           |                    |
| Cassano 4’ | Marcatori | 6’, 70’, 75’ Henry |

| Arbitro: | Merk |

|                              |           |               |
| Ibrahimović 11’ Litmanen 66’ | Marcatori | 89’ Batistuta |

| Arbitro: | Stark |

|  |           |           |
|  | Marcatori | 78’ Carew |

| Arbitro: | De Bleeckere |

|  |           |                            |
|  | Marcatori | 24’, 30’ Totti 36’ Emerson |

| Arbitro: | Meier |

|            |           |               |
| Vieira 12’ | Marcatori | 45+2’ Cassano |

| Arbitro: | Fandel |

|             |           |                  |
| Cassano 24’ | Marcatori | 1’ van der Meyde |

## Statistiche

### Statistiche di squadra
| Competizione     | Punti | In casa | In casa | In casa | In casa | In casa | In casa | In trasferta | In trasferta | In trasferta | In trasferta | In trasferta | In trasferta | Totale | Totale | Totale | Totale | Totale | Totale | DR  |
| Competizione     | Punti | G       | V       | N       | P       | Gf      | Gs      | G            | V            | N            | P            | Gf           | Gs           | G      | V      | N      | P      | Gf     | Gs     | DR  |
| ---------------- | ----- | ------- | ------- | ------- | ------- | ------- | ------- | ------------ | ------------ | ------------ | ------------ | ------------ | ------------ | ------ | ------ | ------ | ------ | ------ | ------ | --- |
| Serie A          | 49    | 17      | 9       | 5       | 3       | 33      | 19      | 17           | 4            | 5            | 8            | 22           | 27           | 34     | 13     | 10     | 11     | 55     | 46     | +9  |
| Coppa Italia     | -     | 4       | 2       | 2       | 0       | 10      | 6       | 4            | 2            | 1            | 1            | 6            | 7            | 8      | 4      | 3      | 1      | 16     | 13     | +3  |
| Champions League | -     | 6       | 0       | 3       | 3       | 3       | 9       | 6            | 3            | 2            | 1            | 7            | 3            | 12     | 3      | 5      | 4      | 10     | 12     | −2  |
| Totale           | -     | 27      | 11      | 10      | 6       | 46      | 34      | 27           | 9            | 8            | 10           | 35           | 37           | 54     | 20     | 18     | 16     | 81     | 71     | +10 |

### Andamento in campionato
| Giornata  | 1 | 2 | 3  | 4  | 5 | 6 | 7 | 8 | 9 | 10 | 11 | 12 | 13 | 14 | 15 | 16 | 17 | 18 | 19 | 20 | 21 | 22 | 23 | 24 | 25 | 26 | 27 | 28 | 29 | 30 | 31 | 32 | 33 | 34 |
| --------- | - | - | -- | -- | - | - | - | - | - | -- | -- | -- | -- | -- | -- | -- | -- | -- | -- | -- | -- | -- | -- | -- | -- | -- | -- | -- | -- | -- | -- | -- | -- | -- |
| Luogo     | C | T | C  | T  | C | T | T | C | T | C  | T  | C  | T  | C  | T  | C  | T  | T  | C  | T  | C  | T  | C  | C  | T  | C  | T  | C  | T  | C  | T  | C  | T  | C  |
| Risultato | V | P | P  | V  | V | V | N | N | N | N  | P  | N  | P  | V  | V  | P  | P  | P  | V  | N  | N  | P  | V  | N  | P  | V  | N  | V  | P  | V  | V  | V  | N  | P  |
| Posizione | 6 | 8 | 12 | 11 | 6 | 5 | 5 | 6 | 6 | 8  | 9  | 10 | 11 | 9  | 8  | 9  | 9  | 10 | 9  | 10 | 9  | 10 | 9  | 8  | 10 | 8  | 8  | 8  | 8  | 8  | 8  | 8  | 8  | 8  |

Fonte:  Italy » Serie A 2002/2003 » Results & Tables, su worldfootball.net.
Legenda:

Luogo: C = Casa; T = Trasferta. Risultato: V = Vittoria; N = Pareggio; P = Sconfitta.

### Statistiche dei giocatori
A completamento delle statistiche vanno conteggiati a favore della Roma un autogol in campionato e uno in Coppa Italia.
| Giocatore     | Serie A  | Serie A | Serie A     | Serie A    | Coppa Italia | Coppa Italia | Coppa Italia | Coppa Italia | Champions League | Champions League | Champions League | Champions League | Totale   | Totale | Totale      | Totale     |
| Giocatore     | Presenze | Reti    | Ammonizioni | Espulsioni | Presenze     | Reti         | Ammonizioni  | Espulsioni   | Presenze         | Reti             | Ammonizioni      | Espulsioni       | Presenze | Reti   | Ammonizioni | Espulsioni |
| ------------- | -------- | ------- | ----------- | ---------- | ------------ | ------------ | ------------ | ------------ | ---------------- | ---------------- | ---------------- | ---------------- | -------- | ------ | ----------- | ---------- |
| Aldair        | 17       | 0       | 1           | 0          | 1            | 0            | 0            | 0            | 5                | 0                | 3                | 0                | 23       | 0      | 4           | 0          |
| F. Antonioli  | 16       | -23     | 0           | 1          | 2            | -4           | 0            | 0            | 9                | -9               | 0                | 0                | 27       | -36    | 0           | 1          |
| A. Aquilani   | 1        | 0       | 0           | 0          | 1            | 0            | 0            | 0            | -                | -                | 0                | 0                | 2        | 0      | 0           | 0          |
| G. Batistuta  | 12       | 4       | 1           | 0          | 2            | 1            | 0            | 0            | 6                | 1                | 1                | 0                | 20       | 6      | 2           | 0          |
| D. Bombardini | 8        | 0       | 2           | 0          | 2            | 0            | 0            | 0            | 3                | 0                | 0                | 0                | 13       | 0      | 2           | 0          |
| Cafu          | 26       | 0       | 3           | 0          | 3            | 1            | 0            | 0            | 12               | 0                | 0                | 0                | 41       | 1      | 3           | 0          |
| V. Candela    | 23       | 1       | 3           | 0          | 8            | 0            | 0            | 0            | 10               | 0                | 2                | 0                | 41       | 1      | 5           | 0          |
| A. Cassano    | 27       | 9       | 8           | 0          | 5            | 1            | 0            | 1            | 11               | 4                | 1                | 0                | 43       | 14     | 9           | 1          |
| L. Cufré      | 8        | 0       | 0           | 0          | 3            | 0            | 0            | 0            | 6                | 0                | 1                | 0                | 17       | 0      | 1           | 0          |
| O. Dacourt    | 18       | 0       | 4           | 0          | 5            | 0            | 0            | 0            | -                | -                | 0                | 0                | 23       | 0      | 4           | 0          |
| D. De Rossi   | 4        | 2       | 1           | 0          | 3            | 0            | 0            | 0            | -                | -                | 0                | 0                | 7        | 2      | 1           | 0          |
| T. Dellas     | 10       | 1       | 6           | 2          | 4            | 0            | 0            | 0            | 3                | 0                | 0                | 0                | 17       | 1      | 6           | 2          |
| M. Delvecchio | 16       | 4       | 1           | 1          | 6            | 4            | 0            | 0            | 6                | 1                | 2                | 0                | 28       | 9      | 3           | 1          |
| Emerson       | 31       | 2       | 5           | 1          | 6            | 3            | 0            | 0            | 11               | 3                | 1                | 0                | 48       | 8      | 6           | 1          |
| D. Ferronetti | 1        | 0       | 0           | 0          | 0            | 0            | 0            | 0            | -                | -                | 0                | 0                | 1        | 0      | 0           | 0          |
| D. Fuser      | 3        | 0       | 0           | 0          | 2            | 0            | 0            | 0            | 2                |                  | 0                | 0                | 7        | 0      | 0           | 0          |
| J. Guardiola  | 4        | 0       | 1           | 0          | 1            | 0            | 0            | 0            | 1                | 0                | 0                | 0                | 6        | 0      | 1           | 0          |
| G. Guigou     | 14       | 1       | 2           | 0          | 3            | 0            | 0            | 0            | 6                | 0                | 1                | 0                | 23       | 1      | 3           | 0          |
| S Lassissi    | -        | -       | 0           | 0          | -            | -            | 0            | 0            | -                | -                | 0                | 0                | -        | -      | 0           | 0          |
| F. Lima       | 28       | 0       | 6           | 0          | 6            | 0            | 0            | 0            | 11               | 0                | 0                | 0                | 45       | 0      | 6           | 0          |
| M. Marazzina  | 7        | 0       | 0           | 0          | 0            | 0            | 0            | 0            | -                | -                | 0                | 0                | 7        | 0      | 0           | 0          |
| V. Montella   | 30       | 9       | 0           | 0          | 5            | 2            | 0            | 0            | 11               | 0                | 1                | 0                | 46       | 11     | 1           | 0          |
| C. Panucci    | 28       | 1       | 4           | 1          | 6            | 0            | 0            | 0            | 11               | 0                | 1                | 0                | 45       | 1      | 5           | 1          |
| M. Paoloni    | 0        | 0       | 0           | 0          | 0            | 0            | 0            | 0            | -                | -                | 0                | 0                | 0        | 0      | 0           | 0          |
| I. Pelizzoli  | 19       | -22     | 0           | 0          | 6            | -9           | 0            | 0            | 3                | -3               | 0                | 0                | 28       | -34    | 0           | 0          |
| W. Samuel     | 31       | 2       | 8           | 0          | 6            |              | 0            | 0            | 10               | 0                | 5                | 0                | 47       | 2      | 13          | 0          |
| L. Sartor     | 12       | 0       | 1           | 0          | 2            | 0            | 0            | 0            | 0                | 0                | 0                | 0                | 14       | 0      | 1           | 0          |
| I. Tomić      | 3        | 0       | 1           | 0          | 3            | 0            | 0            | 0            | 1                | 0                | 0                | 0                | 7        | 0      | 1           | 0          |
| D. Tommasi    | 20       | 3       | 3           | 0          | 6            | 0            | 0            | 0            | 10               | 0                | 2                | 0                | 36       | 3      | 5           | 0          |
| F. Totti      | 24       | 14      | 4           | 0          | 5            | 3            | 2            | 1            | 6                | 3                | 1                | 1                | 35       | 20     | 7           | 2          |
| J. Zebina     | 19       | 0       | 6           | 1          | 4            | 0            | 0            | 0            | 8                | 2                | 0                | 0                | 31       | 2      | 6           | 1          |
| c. Zotti      | 1        | −1      | 0           | 0          | 0            | 0            | 0            | 0            | 0                | 0                | 0                | 0                | 1        | 0      | 0           | 0          |